# Barombi Mokoko
Pour les articles homonymes, voir Barombi.
Barombi Mokoko est une localité du Cameroun, située dans l'arrondissement de Bamusso, le département du Ndian et la Région du Sud-Ouest.

## Population
Lors du recensement national de 2005, Barombi Mokoko comptait 334 habitants.
Une étude de terrain de 2011 y a dénombré 1 700 personnes, principalement des Barombi.